# Emil Adolf von Behring
Pour les articles homonymes, voir Behring.
Emil Adolf von Behring (15 mars 1854 à Hansdorf (de), Eylau, en province de Prusse-Occidentale - 31 mars 1917 à Marbourg, Allemagne) est un médecin prussien et premier lauréat du prix Nobel de physiologie ou médecine, en 1901 pour avoir découvert le sérum de l'antitoxine de la diphtérie et amené une approche rationnelle des maladies.

## Biographie
Il était le cinquième d’une famille de douze enfants et son père était un instituteur de village peu fortuné. Comme il était doué, diverses bourses lui permirent de passer l’Abitur, puis, comme il n’aurait pas eu assez d’argent pour payer de longues études, il choisit d’être médecin militaire et, en 1874, il entra à la Kaiser-Wilhelm-Akademie für das militärärztliche Wesen de Berlin où, entre 1874 et 1878, il étudia la médecine. Il est principalement médecin militaire et professeur d'hygiène à la Faculté de médecine de l'université de Marbourg, un poste qu'il garde toute sa vie. Appelé par Robert Koch, il fut nommé à l’Institut des maladies infectieuses de Berlin en 1890.
Le mécanisme de la défense de l'homme contre les micro-organismes se partageait alors entre deux théories : une théorie « cellulaire » où des cellules tueuses permettaient de se débarrasser ainsi des microbes et une théorie « humorale » où l'arme principale contre ces derniers était constituée de facteurs contenus dans le sang. Behring contribue au débat avec en particulier trois publications importantes concernant deux maladies graves à l'époque : la diphtérie, surtout pour les enfants, et le tétanos, cause majeure de décès en temps de guerre, car s'attaquant aux blessés :
- la première, parue en 1890, démontre l'existence d'un facteur humoral chez des animaux immunisés contre la toxine du tétanos ou de la diphtérie ;
- la seconde, publiée en 1892, démontre que ce même sérum pouvait transférer une immunité ;
- la troisième utilise ce principe pour le traitement de la diphtérie (Hoechst 1894).

En 1901, Behring est lauréat du premier prix Nobel de physiologie ou médecine « pour son travail sur la thérapie par le sérum, particulièrement son application contre la diphtérie, grâce à laquelle il a ouvert une nouvelle voie dans le domaine de la science médicale et par conséquent placé dans les mains du médecin une arme victorieuse contre la maladie et la mort ».
Behring mena avec Kitasato Shibasaburō ses recherches sur l'antitoxine de la diphtérie et celle du tétanos et ils annoncèrent ensemble cette découverte en 1890. Tous deux furent nommés pour le prix Nobel 1901 mais seul von Behring fut lauréat.
En 1913, Behring propose un vaccin contre la diphtérie : efficace en laboratoire, il s'avère inefficace sur le terrain.
En 1914, il fut un des signataires du Manifeste des 93.

## Behringwerke
L'entreprise Behringwerke a été créé en 1904 à Marbach et s'est développée ensuite à Marbourg. L'Institut Behring était le pendant de l'Institut Pasteur qui en France produisait des sérums et vaccins à Paris et à Lille. Mais à la différence de l'institution française, Berhingwerke AG a adopté un statut d'entreprise industrielle très rapidement.
En 1952, Berhingwerke est devenu une filiale à 100 % du conglomérat chimique de Francfort-sur-le-Main, Hoechst. Progressivement, l'activité sérums et vaccins de Beringwerke a été consolidée dans l'activité pharmaceutique de Hoechst. En 1999, les activités pharmaceutiques de Hoechst et de Rhône-Poulenc ont été fusionnées pour constituer Aventis, créant en Europe continentale une entreprise susceptible de concurrencer les géants américains du secteur.
Les activités de Berhingwerke trouvaient difficilement leur place dans le nouveau groupe qui comportait déjà Rhône-Poulenc et l'entreprise Pasteur-Mérieux-Connaught qui avait une envergure mondiale. Les activités Berhingwerke ont donc été démantelées. La partie vaccin a été rachetée par Ciba-Geigy, aujourd'hui Novartis.
En 2014, Novartis vend son activité vaccin à la firme australienne CSL. En novembre 2015, CSL décide de changer de marque. L'entreprise prend le nom de Seqirus au USA, toutefois en Europe et en Australie le nom de Behring CLS est conservé. L'activité orientée vers le laboratoire d'analyses médicales a été cédée à une banque du sang américaine initialement installée en Floride à Dade, qui a repris le nom du grand médecin allemand dans sa raison sociale, Dade-Behring.

## Honneurs et récompenses
- Prix Nobel de physiologie ou médecine 1901.

- L'astéroïde (65685) Behring porte son nom.